# 拉索瓦鄉
44°15′0″N 27°56′0″E / 44.25000°N 27.93333°E
拉索瓦鄉（羅馬尼亞語：Comuna Rasova, Constanța），是羅馬尼亞的鄉份，位於該國西南部，由康斯坦察縣負責管轄，面積111平方公里，海拔高度79米，2007年人口3,910，人口密度每平方公里35人。